# Криговский, Здзислав
Здзислав Ян Эвангели Антоний Криговский (пол. Zdzisław Jan Ewangeli Antoni Krygowski; 22 декабря 1872, Львов — 10 августа 1955, Познань) — польский математик, инициатор криптологических исследований Энигмы, ректор Львовской политехники.

## Семья
- Был сыном Антония Криговского (1824—1904), по образованию был математиком и физиком, отличным педагогом, профессором гимназии в Тернополе, Тарнуве и Львове, а в 1876—1887 годах возглавил гимназию в Вадовице.
- Посещал гимназию в Вадовице (I—V кл. К 1882 г.), а потом поступил в лицей Собеского в Кракове, 1882—1887 гг.

## Краков
- В 1890 г. начал учиться на факультете философии Ягеллонского университета. Во время учебы слушал лекции М. Баранецкого, Л. Биркенмайера, Ф. Карлинского, под руководством которого работал 3 года (с 1890 по 1893) в астрономической обсерватории в Кракове. Принимал участие в семинаре под руководством М. А. Баранецкого и Ф. Карлинского.

- В 1893 году вместе с Т. Лопушнянским он основал математический кружок студентов Ягеллонского университета.
- В 1895 году сдал экзамен у учителя математики и физики.
- 13 ноября 1895 года получил звание доктора, на основании диссертации «Общие утверждения Грина».
- В 1895—1896 гг. получил научную стипендию в Берлине, работал под руководством Лазаруса Эмануила Фукса и Германа Амандуса Шварца.
- В 1896 по 1898 гг. работал в Париже (Парижский Университет — факультет наук) под руководством Павла Эмиля Апеля и Эмиля Пикара, с которыми он дружил

Опубликовал около 30 работ из эллиптических и гиперэллиптических функций и их интегралов в польских и французских журналах («Математически-физические труда», «Математическое сочинение», «Comptes rendus de l’Académie des Sciences de Paris», «Bulletin de la Société Mathematique de Francé») среди других. «Развитие функции Z (n) в тригонометрическом ряду» («Работа Познанского общества друзей науки» 1922 р.).
- В августе 1889 года назначен заместителем учителя математики и физики в Краковском университете.

## Перемышль
- В 1899—1901 гг. учитель в гимназии в Перемышле.

## Львов
- В 1901 г. назначен профессором математики на факультете химии и архитектуры Львовской политехники, одновременно читал лекции по математике и физике. Работал до 1908 года, с коротким перерывом с 1906—1907 гг., когда был вынужден уехать в Париж, где работал над диссертацией.
- В 1908 г. опубликовал работу «Современное развитие гиперэллиптики и тригонометрии» («Математическая и физическая работа» 1908 гг.).
- 31 октября 1908 г. назначен профессором математики Львовской политехники.
- 13 декабря 1908 г. перешел на кафедру математики после трагической смерти профессора Станислава Кемпинского.
- с 1 ноября 1909 г. заслуженный профессор.
- В 1913—1915 годах был деканом факультета водного хозяйства Львовской политехники.
- 1917—1918 гг. ректор этого университета.

Кроме работ, опубликованных в то время в журналах, работал над такими работами:
- «Элемент высшей математики» (литографический курс)
- «Математические лекции» (часть 1 «Дифференциальное исчисление и теория рядов», изданная студентами Львовской политехники.

## Познань
- 1919 г. при учреждении Познанского университета назначен заведующим кафедрой математики.

Организовал семинар, посвященный аналитическим функциям, которые он возглавлял 19 лет. В 1919 году был назначен заместителем главы первой экзаменационной комиссии в Познани для кандидатов в учителя.

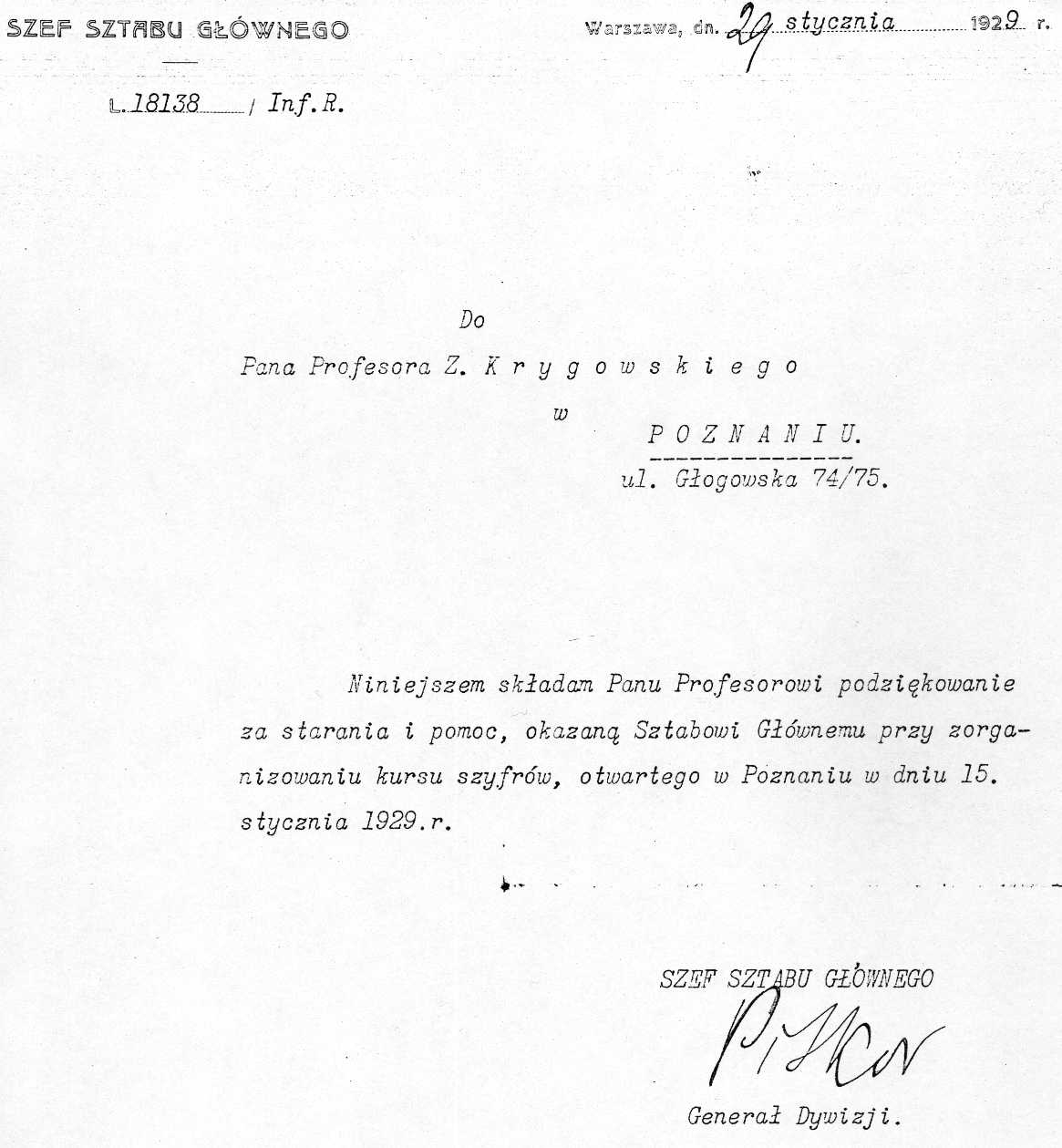
Фотокопия благодарности с подписью генерала Пискора, начальника главного штаба РГ

- В 1920—1921 годах декан философского факультета
- В 1919—1920 и 1934—1936 гг. проректор Познанского университета.
- 29 января 1929 получает от ген. Тадеуша Пискора благодарность от польских вооруженных сил за помощь в разработке секретных кодов среди студентов третьего и четвертого курса. Создав среди своих студентов группу из более чем двадцати человек. Обучение состояло из основ криптологии и отдела математического анализа (перестановки, вероятности и тому подобное). Провёл специализированные занятия и лекции. В конце 1929 года была проведена систематизированная работа по расшифровке немецкой системы «Энигма». Три самых талантливых криптолога были переведены в столицу. Это были Мариан Реевский, Генрик Зыгальский и Ежи Ружицкий — самые талантливые студенты профессора Криговского.

До начала войны жил в Познани на ул. Фоча, 54. Во время войны он потерял всю свою собственность, включая бесценную коллекцию, около 3000 книг. После депортации остался в Кракове. После освобождения, читал лекции в созданном Краковском технологическом университете.
- В 1946—1955 гг. вернулся к Познанского университета как обычный профессор по контракту, читал лекции почти до последнего момента жизни, вплоть до апреля 1955 г. В 1946 году работал в отделе физиологии Познанского университета, вместе с профессором Стефаном Домбровским работал над диффузией тел в жидкости.

Криговский был президентом Львовского отделения Польского математического общества и Познанского отделения этой компании. В 1926 году он был президентом этой компании.
Интересовался музыкой, особенно Шопеном.
Здзислав Криговский умер 10 августа 1955 года в 5 часов вечера. Похороны состоялись в Познани 13 августа 1955 года, похоронен на приходском кладбище св. Ивана Вианея в Познани.

## Отличия и награды
- Командор орден Возрождения Польши (1918)
- Офицер орден Возрождения Польши
- Офицерский крест французского ордена Почетного легиона (27 апреля 1936)
- Орден Академических пальм.